# ラスタファリ運動

赤、黄、緑とユダのライオンはラスタファリ運動のシンボルである。

ラスタファリ運動（ラスタファリうんどう、英: Rastafari movement）またはラスタファリアニズム (Rastafarianism) は、1930年代にジャマイカの労働者階級と農民を中心にして発生した宗教的思想運動である。
ラスタファリ運動の実践者は「ラスタファリアン」、または「ラスタピープル」、「ラスタパーソン」、もしくは単に「ラスタ」と呼ぶ。ラスタファリアンはこの宗教運動のことを「主義」(イズム、-ism) ではなく「人生観」(way of life) と考えるため、ラスタファリ運動 (Rastafari movement) と表現される。

## 概要
ラスタファリ運動は聖書を聖典としてはいるが、特定の教祖や開祖は居らず、教義も成文化されていない。それゆえ宗教ではなく、思想運動であるとされる。基本的にはアフリカ回帰運動の要素を持ち、エチオピア帝国最後の皇帝、ハイレ・セラシエ1世をジャーの化身、もしくはそれ自身だと解釈する。名称はハイレ・セラシエの即位以前の名前ラス・タファリ・マコンネン（アムハラ語で『タファリ侯マコンネン』の意）に由来する。
ラスタファリ運動には、一握りのエリートによって支配され、社会的に抑圧されたジャマイカ市民による抵抗運動としてのメシア主義と、現実逃避的な千年王国思想の両面が垣間見える。
主義としてはアフリカ回帰主義（またはアフリカ中心主義）を奨励した。その指向は、ラスタの生活様式全般、例えば菜食主義やドレッドロックス、ガンジャを聖なるものとして見ることなどに現れている。
1970年代にレゲエ音楽や、とりわけジャマイカ生まれのシンガーソングライター、ボブ・マーリーによって全世界に波及する。全世界に100万人のラスタファリ運動の実践者がいると言われる。
なお、ジャマイカの多数派宗教はキリスト教（プロテスタント・バプティスト派）であって、ラスタファリズムを信仰するのは全国民の5～10%前後である。

## 歴史

### エチオピアニズム
18世紀にアメリカに誕生したバプテスト教会の黒人説教師たちは、聖書にある「エジプトから王が到来し、エチオピアは、神に向かって手を差し伸べる」（詩篇 68:31）など、黒人と聖書の結びつきを訴え、エチオピアを世界に離散した黒人の母国のように語った。この運動は伝道活動へと発展し、新世界の黒人の間に広まった。
19世紀の欧米に聖書から有色人種を排除する目的から、科学者の間で聖書に登場する人種を証明する論争が起こった。研究の過程で古代エジプト人と古代エチオピア人は黒人であり、同一の人種であるという説が浮上した。これらの説はアメリカ植民地協会のエドワード・ウィルモット・ブライデンがさきがけとなって、エチオピアニズムとして体系化された。黒人の祖先が人類文明の起源を作ったという考えは、世界中の黒人の尊厳に影響を与えた。新世界の黒人の伝統では「エチオピア」とは北アフリカを含む全アフリカを指す言葉となっている。

### マーカス・ガーベイの「予言」

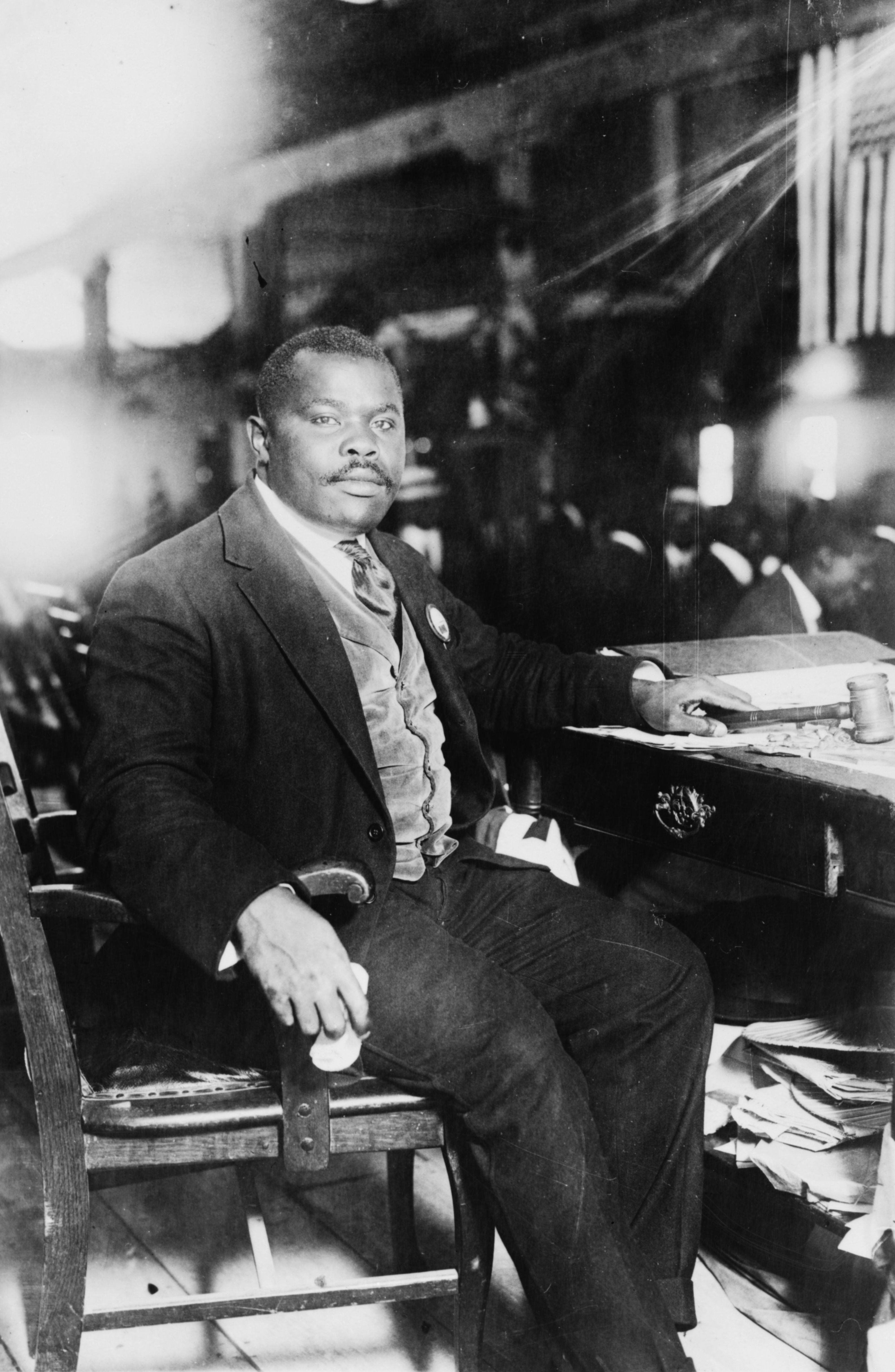
マーカス・ガーベイ

1910年代、ジャマイカ生まれのマーカス・ガーベイはアメリカ合衆国に渡り世界黒人開発協会アフリカ社会連合（UNIA-ACL）を組織しパン・アフリカ主義を提唱した。当時、カリブの黒人社会に根強く残っていたエチオピアニズムを拡大解釈し、黒人に対してアフリカに帰ることを奨励した。ガーベイの主張はアメリカのみならず、カリブや南アメリカなどの多くの黒人の支持を得た。
カリスマ的な演説活動をするマーカス・ガーベイは、1927年に「アフリカを見よ。黒人の王が戴冠する時、解放の日は近い」という声明を発表する（この声明はラスタファリズムにおいては「預言」ととらえている）。これがラスタファリ運動出現へとつながっていく。

### ハイレ・セラシエ即位

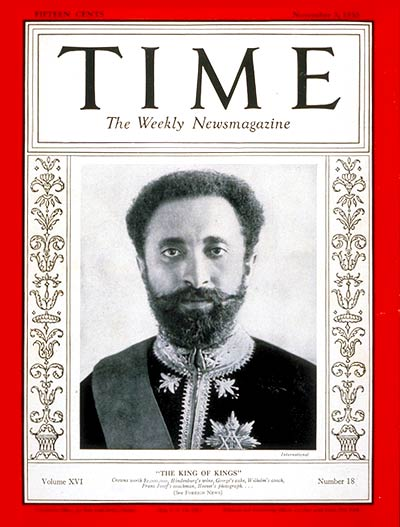
TIME誌1930年11月3日号の表紙を飾るハイレ・セラシエ1世

1930年11月、エチオピアの皇帝にハイレ・セラシエ1世が即位する。マーカス・ガーベイの信奉者にとっては、まさに預言どおりの奇跡が起こったのだ。この「神の啓示」をきっかけにして、ジャマイカの首都、キングストンでレナード・ハウエルを中心にガーベイ主義の布教がはじめられ、初期ラスタファリ運動が始まった。イギリスによる植民地支配と度重なる自然災害で、多くの黒人は疲弊していたこともあり、救いを求める下層階級の人々を中心に信者が増えた。1934年、運動に危機を感じた政府当局は弾圧を始める。この弾圧を逃れたラスタファリアンは山の奥地に逃げ込み、そこでコミューンを展開する。このコミューンでの共同生活によって、ラスタファリアン達はドレッドロックスや大麻による儀式などラスタファリズムの基本スタイルと信仰を確立した。
政府当局によるラスタファリアンの弾圧は断続的に続いたが、一方で、一般市民にも「ラスタファリズム」の存在が知られるようになる。1961年、ラスタファリアンであるラス・ブラウンが議員選挙に立候補し、政界に進出する。ここで初めて黒人知識層がラスタファリ運動の「主義」の部分に注目するようになる。1962年、ジャマイカは英国から独立。しかし社会情勢は不安定のままで、ラスタファリアンのアフリカ回帰の渇望は募るばかりだった。

### セラシエ来訪とレゲエ音楽

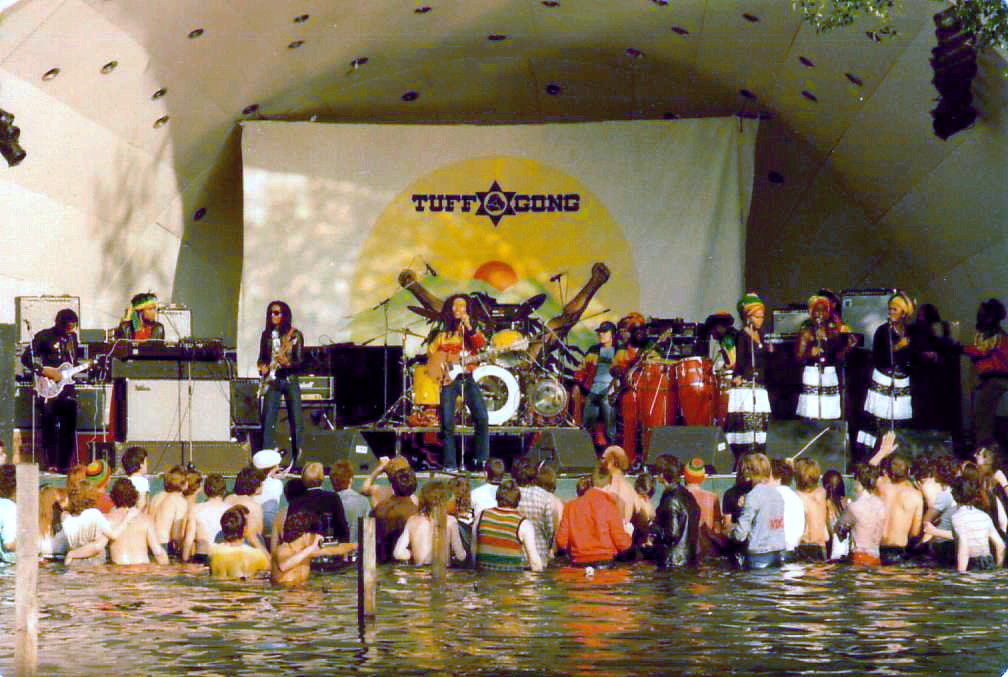
演奏するボブ・マーリー&ザ・ウェイラーズ

1966年、ハイレ・セラシエ1世がジャマイカに来訪。ラスタファリアン達は熱狂的にセラシエを歓迎した。ここでセラシエは、「ジャマイカ社会を解放するまではエチオピアへの移住を控えるように」という内容の私信を主なラスタ指導者に送った。これによって、「ザイオン（アフリカ）回帰よりバビロン（ジャマイカ）解放」という新しい考えが定着し、どこか世捨て人風で厭世的なラスタ達を、社会へ参加させるという思わぬ効果も現れた。
当時のジャマイカの音楽シーンに目を移すと、1960年代半ばまではジャズやR&Bの影響を多大に受けたスカ、ロックステディが流行していたが、セラシエ来訪を契機にラスタの思想やメッセージを伝える手段としての音楽、すなわちレゲエへと流行が変遷していった。ラスタのミュージシャンやシンガーが、さまざまなラスタのメッセージを音楽に乗せ、国民の多数に支持されるようになるのだ。特にボブ・マーリーは国際的な名声を得るに至り、ラスタファリアンからも支持が篤かったため、1975年にハイレ・セラシエ1世が死亡するという悲報を受けても、ラスタファリ運動のモチベーションは決して下がることはなかった。むしろ、"Jah Live"（ジャーは生きている）と歌っていたのだ。少なくとも、1981年にマーリーが死亡するまでは、ラスタファリ運動は活発であった。

### ボブの死から今日まで
ボブ・マーリーの死後ジャマイカにおけるラスタファリ運動は一時的に停滞するが、ラスタファリアンのレゲエ・シンガー、ガーネット・シルクの活躍と突然の死や、ブジュ・バントン、ケイプルトンといった人気レゲエ・ディージェイがラスタファリアンになったことなどにより、1993年頃から若年層を中心に再び活発化した。
ラスタファリアンによると、彼らはセラシエが復活し、再臨することを「信じている」のではなく、「知っている」集団なのである。
一方、ボブ・マーリーの影響でラスタファリ信仰とレゲエが結び付けられていただけであり、真のラスタファリアンはレゲエ・ミュージックを宗教歌として受け入れているわけではないとし、ラスタファリ信仰の指導層はラスタファリ信仰とレゲエ文化を切り離す試みに力を注いでいる。

## ナイヤビンギ
ナイヤビンギ (Nyahbinghi) とは、ラスタファリアンの宗教的な集会、またはその集会で演奏される音楽のこと。ナヤビンギ、あるいは単にビンギとも言う。ナイヤビンギでは、円陣を組んでガンジャを吸う、太鼓を叩いて歌う（チャント/Chant）、話し合うなどする（リーズニング/Reasoning）。ラスタファリアン同士の交流の場。

### ナイヤビンギ音楽
音楽としてのナイヤビンギは、ケテ・ドラム（Kette Drum/Akette Drum/Kettle Drumなど綴りは一定しない）と呼ばれる複数の太鼓によるアンサンブルにチャントと呼ばれる賛美歌を乗せたものである。ケテドラムには低音部を担当するベース（Bass）、中音部を担当するフンデ（Funde）、高音部を担当するリピーター（Repeater）という3種類がある。

#### ナイヤビンギ音楽の主な作品
- Count Ossie & The Mystic Revelation Of Rastafari "Grounation" (1973年)
- Ras Micheal & the sons of Negas"Rastafari" (1975年)

## ラスタ・カラー
黒、赤、緑、金色（黄色）の4色の組み合わせはラスタ・カラーと呼ばれ、ラスタファリアンに好んで使用される。これはジャマイカ独立のために戦った黒人戦士の黒、戦いで流れた血の赤、ジャマイカの自然の緑、ジャマイカの国旗の金色（太陽の色）を表す。ファッションや日用品など、ラスタファリアン達のあらゆる生活の場にこの色の組み合わせが頻繁に用いられる。汎アフリカ色としても知られる。
また、ラスタファリ運動の指導者マーカス・ガーベイが組織したUNIAでは赤、黒、緑の3色をシンボルとしていた。

エチオピア帝政時代の国旗
UNIAの旗

## ドレッドロックス

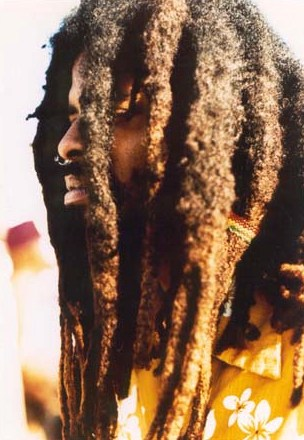
ドレッドロックス

ラスタファリアンの多くはドレッドロックス（ドレッドdread＝恐ろしい、locks＝房状の）という髪型をしている。これは、下記の旧約聖書の中の記述に則り、たとえ髪の毛であっても自らの身体に刃物を当てることを禁じた結果、頭髪が絡まって房状になったものである。しかし、ドレッドロックスではないラスタファリアンや、ドレッドロックスではあるがラスタファリアンではない者も存在する。
- レビ記21-5
「頭髪の一部をそり上げたり、ひげの両端をそり落としたり、身を傷つけたりしてはならない」
- 士師記13-5
「その子の頭に剃刀をあててはならない。彼は、ペリシテ人の手からイスラエルを解き放つ救いの先駆者となろう」

## 大麻の使用
自然回帰指向のラスタファリズムにとって、大麻は神聖な植物であるとされる。もともとは呪術的な色の濃いアフリカ土着的な宗教主流だったころから、大麻は薬草として扱われてきた。ラスタ出現以降は、大麻の吸引はバビロン社会への反抗の手段という意味にもとれる。ラスタ思想において、ガンジャは精神をより穏やかなものにする、とされている。
ガンジャはもともとはヒンディー語である。イギリスの植民地であったジャマイカに、ヒンドゥー教徒のインド人労働者が入植した際、大麻の種子が持ち込まれて普及した。これがジャマイカでもガンジャと呼ばれるようになった由来と言われている。
以下のような聖書の中の言葉を解釈することで、ラスタファリズムでは大麻の使用は正当な行為であるとしている。
- 創世記1章11節
神は言われた。「地は草を 芽生えさせよ。種を持つ草と、それぞれの種を持つ実をつける果樹を、地に芽生えさせよ。」そのようになった。
- 創世記3章18節
お前に対して　土は茨とあざみを生えいでさせる　野の草を食べようとするお前に。
- 箴言15章17節
肥えた牛を食べて憎み合うよりは　青菜の食事で愛し合うがよい。
- 詩篇第104篇14節
家畜のためには牧草を茂らせ　地から糧を引き出そうと働く人間のために　さまざまな草木を生えさせられる。

## 食
ラスタファリアンはアイタルフード(Ital Food)と呼ばれる自然食を食べる。Italとは「自然な」「真の」という意味で使われる。基本的には菜食主義で、特に豚肉やエビなどの甲殻類、貝類などは旧約聖書にのっとって禁じられている。こうした菜食主義やラスタファリ運動は少なからずインド系の移民の思想の影響を受けて誕生したとも言われている。
厳密に言えば自然から採れるものを摂取しなければならないという教義のために、塩などのミネラル分を加えることも禁止されている。小型の魚は食べてもいいとされており、人によっては鶏肉やヤギ肉は食べる人もいる。禁酒も戒律のひとつである。かわりに野菜スープやハーブティ、果物のジュースを飲む。

## 言語
ラスタファリを信仰する人々は実際には母国語（ジャマイカにおいては英語）を主に使用するが、それ以外にアムハラ語を学ぶ。これはハイレ・セラシエ1世が使っていた言葉であり、信者が自らをエチオピア人であることを認識するために学習する。また、アムハラ語以外の言語はすべて植民地の言語であると考えている。そのため、ポジティブな信念を反映させるためにいくつかのネガティブな言語を変えたりして話している。
例としては以下の通り。
- "me"や"you"、"we"といった人称代名詞を"I and I"と言い換える。
- 特にI（アイ）は重要な単語で、"Ras tafari"を"Rasta-far-I"（ラスタファーライ）、"Selassie"を"Selassi-I"（セラシアイ）と発音する。
- "Ital"（アイタル）という言葉は、英語のVitalから派生した造語。"Irie"（アイリー）は、あいさつの時や肯定の時に使われる造語。
- "understand" を "overstand"と言い換える。"under-"という部分を嫌ったため。
- "dedication" は "livication"と言い換える。"dedi-"が"dead"（死）を連想させるため。
- "oppression"（圧迫の意味）は、より権力者の力を強調するために"downpression"と言い換える。
- "Zion"（ザイオン）は通常はシオンの意味だが、ラスタにとっては「天国」または「エチオピア」のことを意味する。
- "Babylon"（バビロン）は、西洋の文明社会を意味する。

## 異性愛主義
ラスタファリ運動では以下のような聖書の記述をもとに同性愛などの「性的逸脱」を不自然な行為であるとし、異性愛を尊重している。
- レビ記18-22
女と寝るように男と寝る者は両者共にいとうべきことをしたのであり、必ず死刑に処せられる。彼らの行為は忌むべきものである。

## 記念日
- 1月7日 エチオピアン・クリスマス
ハイレ・セラシエ1世の誕生日
- 2月6日 ボブ・マーリー誕生日
- 4月21日ごろ　グラウンデーション
皇帝ジャマイカ訪問（1966年4月25日）を記念した日
- 8月1日 奴隷解放日
- 8月17日 マーカス・ガーベイ誕生日
- 11月2日 皇帝戴冠式

## 主な指導者
- マーカス・ガーベイ
- レナード・ハウエル
- プリンス・エドワード・エマニュエル
- ウォルター・ロドニー

## 各国のラスタファリ運動

### フランス
フランスでは各省庁が連携してのセクト（カルト）対策が行われているがそのフランスにおいてセクトであるとみなされている。ちなみにフランスのセクト選別は主に裁判記録や警察記録と無数の人権団体への被害報告などに基づいて行われた。

### アメリカ
アメリカへ移民したジャマイカ人は故郷への郷愁とアイデンティティへの希求から、多くがラスタファリ運動に賛同した。しかし、ドレッドロックスの外観とマリファナ常習への悪評からますます社会から隔絶することとなり、なかにはギャング化して抗争事件を起こす人々もあった。

### エチオピア
ミュージシャン、ボブ・マーリー（1945 - 81年）を通じ世界に知られた「ラスタファリ運動」を信じる人々が、「約束の地」と見なしたエチオピアに移住しながら権利を制約されてきた問題で、エチオピア外務省は、こうした人々に身分証を発給することを決めた。居住権をはじめ、さまざまな権利が認められるようになる。